# 寶箴塞
宝箴塞，是位于四川省武胜县宝箴塞乡方家沟村的一个古寨，距离武胜县城沿口镇21公里，2002年12月27日公佈為四川省第六批省級文物保護單位。2006年5月25日列為第六批全國重點文物保護單位。

## 历史
寶箴塞始建于清朝宣统二年（1910年）秋，为当时为段氏家族集体修建的族寨，是集军事防御、生活起居于一体的全封闭式川东民居建筑群。此寨由段氏族长段襄臣主持修建，而他也是当时的五县团防司令，因田多地广，号称“段半县”(另一个说法是武胜县段姓众多)。段襄臣手里建了东塞，他的后裔段孔明等出资续建了西塞，并将东西两塞合为一体，形成了今天的规模。 
据《新修武胜县志》记载，清朝末年，战乱不断，农民起义频繁，朝廷下令各地在要塞处修堡筑寨，以避战乱。白莲教和太平天国军都曾到过此地，乡民为之恐慌，所以在十九世纪六十年代就开始修建寨碉，至清末武胜已建有寨碉几百座。但中华人民共和国成立后，武胜的寨碉和寺庙等古建筑多被毁坏。寨除至今还在的寶箴塞外，已经没有了，堡亦寥寥无几。寨碉分族寨碉和公寨碉。修建寶箴塞的段氏除了寶箴塞外，还有段氏油房寨，段氏金佛桥寨，段氏仁和寨，段氏高石寨，穿岩段家寨，段氏德馨寨等等。解放军入武胜后，段氏家族没落，寶箴塞由政府划给4户村民。后来，万善区粮站急需粮库，出资800元人民币从村民手中购得此塞，寶箴塞遂成为粮站所在地，因而得以幸运的保存下来。

## 结构
寶箴塞坐落在方家沟村段家大院东侧山脊之上，海拔303.5米。全寨为东西走向，平面呈不规则银铤状，首尾阔，中间狭长。其东、西、南均临深沟悬崖，易守难攻，仅北面一门可出入。寨墙用条石砌成，最高处达10余米，平均高6.5米，宽0.5米至1.5米，长2000米，有8个天井，108道门，周长2000余米。全寨占地26000多万余平方米，形成全封闭的军事防御堡垒。寨内厅堂房廊气势恢宏，仓库池井部署齐全，总体成七天井四院落布局，有大小房屋百余间，环形炮楼长达2000余米。寨外，有地下通道和塞紧密相联的段家旧宅院和碉楼各一座，面积千余平方米。此寨具有闽南团城建筑风格和江南民居特色，房屋设计精巧，重叠有序，古色古香,独具特色，被誉为“国内罕见、西南第一”的川东军事要塞。